# Bassanago hirsutus
Espèce
Synonymes
- Pseudoxenomystax hirsutus Castle, 1960[1]

Bassanago hirsutus est une espèce de congres qui se rencontre en Australie et Nouvelle-Zélande.

## Systématique
L'espèce Bassanago hirsutus a été initialement décrite en 1960 par Peter H. J. Castle (d) sous le protonyme de Pseudoxenomystax hirsutus.

## Description
Bassanago hirsutus peut mesurer jusqu'à 1 m de long. Sa coloration varie du bleu-gris au blanc crème sur le dessus et blanc sur le dessous. Ses nageoires dorsale et anale présentent une tache sombre.
Son allure générale est celle de Bassanago bulbiceps mais, comme son nom l'indique (« hirsute »), il présente de petites papilles à l'allure de cheveux sur l'ensemble du corps. Les mâchoires sont constituées de dents minuscules implantées sur plusieurs rangées.

## Publication originale
- (en) P. H. J. Castle, « Two Eels of the Genus Pseudoxenomystax from New Zealand Waters », Transactions of the Royal Society of New Zealand, vol. 88,‎ 1960, p. 463-472 (ISSN 0035-9181 et 2744-4147, OCLC 72955207, lire en ligne).